# Råbelövssjön
Råbelövssjön är en sjö i Kristianstads kommun i Skåne och ingår i Helge ås huvudavrinningsområde. Sjön är 11 meter djup, har en yta på 6,29 kvadratkilometer och befinner sig 1,9 meter över havet. Sjön avvattnas av vattendraget Råbelövskanalen. Vid provfiske har bland annat abborre, braxen, gers och gädda fångats i sjön.
Sjön är belägen cirka halvmilen norr om Kristianstad längs med Arkelstorpsvägen, vid foten av Balsberget. Runt sjön löper en cykelrunda på 21,7 kilometer som passerar byarna Balsby (vid sjöns sydöstra strand), Österslöv (vid sjöns östra strand) och Ekestad (vid sjöns norra strand). Strax sydväst om sjön ligger byn Råbelöv, med sin historiskt intressanta kyrka, och Råbelövs slott. I Österslöv och Balsby finns badplatser anlagda och på Balsberget är en utsiktsplats belägen med utsikt österut mot sjön och söderut mot Kristianstad.
Råbelövssjön ligger strax väster om Oppmannasjön men tillhör Helgeåns avrinningsområde. Utloppet går via Råbelövskanalen till kanalerna inne i Kristianstad, varifrån vattnet rinner eller pumpas ut i Helge å. Råbelövssjön utnyttjas i hög grad till bad, båt och fiske.
Råbelövssjön är till sin karaktär mycket lik Oppmannasjön, men består bara av en stor bassäng utan större vikar. Sjöns yta är drygt 6 kvadratkilometer med ett största djup av 11 meter. Råbelövssjön är eutrof (näringsrik), med tidvis förekommande algblomning. Näringstillförseln sker till stor del från omgivande jordbruksmark. En minskning av näringstillförseln är angelägen. Tillrinningen utgörs dock till stor del av grundvatten. Undervattensvegetationen innehåller flera skyddsvärda arter av nate, särv och kransalger.
Vid Råbelövssjön låg mellan 1938 och 1974 den besynnerliga byggnaden Villa Naturen.

## Delavrinningsområde
Råbelövssjön ingår i delavrinningsområde (621798-140056) som SMHI kallar för Utloppet av Råbelövsjön. Medelhöjden är 22 meter över havet och ytan är 54,26 kvadratkilometer. Det finns inga avrinningsområden uppströms utan avrinningsområdet är högsta punkten. Råbelövskanalen som avvattnar avrinningsområdet har biflödesordning 2, vilket innebär att vattnet flödar genom totalt 2 vattendrag innan det når havet efter 32 kilometer. Avrinningsområdet består mestadels av skog (30 %), öppen mark (13 %) och jordbruk (43 %). Avrinningsområdet har 6,27 kvadratkilometer vattenytor vilket ger det en sjöprocent på 11,6 %. Bebyggelsen i området täcker en yta av 0,83 kvadratkilometer eller 2 % av avrinningsområdet.

## Fisk
Vid provfiske har följande fisk fångats i sjön:
- Abborre
- Braxen
- Gärs
- Gädda
- Löja
- Mört
- Sarv
- Storspigg
- Sutare